# アレン・ウッドリング
アレン・ウッドリング (Allen Woodring、1898年2月15日 - 1982年11月15日)は、アメリカ合衆国ペンシルベニア州出身の陸上競技選手。1920年アントワープオリンピックの金メダリストである。

## 経歴
ウッドリングは、1920年アントワープオリンピックのアメリカ国内の選考レースで5位となり、本来であればオリンピック出場はかなわないはずであったが4番目の選手に挑戦する機会が与えられ、結果オリンピック出場がかなった。
アントワープ到着後、ウッドリングのシューズが壊れてしまう。新しいシューズは手に入らず、結局、別の選手から大会の期間中借りることとなった。しかし、このシューズがウッドリングに非常にマッチし、200mでは決勝に進出。優勝候補で同じアメリカの100m金メダリストのチャールズ・パドックを下し、金メダルを獲得した。